# چکانو
چکانو (به ایتالیایی: Ceccano) یک کومونه در ایتالیا است که در استان فروزینونه واقع شده‌است.

## خصوصیات
چکانو ۶۰ کیلومترمربع مساحت و ۲۲٬۷۴۹ نفر جمعیت دارد و ۲۰۰ متر بالاتر از سطح دریا واقع شده‌است.

## خواهرخوانده
شهرهای Plouzané، کانکون٬ کینتانا رو و اوینیون خواهرخوانده‌های چکانو هستند.